# Ixodes granulatus
Ixodes granulatus är en fästingart som beskrevs av Supino 1897. Ixodes granulatus ingår i släktet Ixodes och familjen hårda fästingar. Inga underarter finns listade i Catalogue of Life.